# Landesamt für Verfassungsschutz der Freien und Hansestadt Hamburg
Das Landesamt für Verfassungsschutz der Freien und Hansestadt Hamburg (LfV) ist die Landesbehörde für Verfassungsschutz des Bundeslandes Hamburg. Zu den Hauptaufgaben der Landesbehörde zählt die Beobachtung von Rechtsextremismus, Linksextremismus, Ausländerextremismus, Fundamentalismus jeglicher Ausprägung, die Spionageabwehr und das Beobachten der Scientology-Organisation.

## Auftrag und Aufgaben
Die Arbeit des Verfassungsschutzes dient dem Schutz und dem Erhalt der im Grundgesetz festgeschriebenen freiheitlichen demokratischen Grundordnung. Das Landesamt sammelt Informationen über Bestrebungen gegen die freiheitliche demokratische Grundordnung sowie sicherheitsgefährdende oder geheimdienstliche Tätigkeiten für eine fremde Macht und wertet diese aus. Die Öffentlichkeit wird über einen jährlichen Verfassungsschutzbericht informiert.
Wesentliche Rechtsgrundlagen für das Landesamt ist das Hamburgische Verfassungsschutzgesetz und das Hamburgische Sicherheitsüberprüfungsgesetz.

## Kontrolle
Das Landesamt unterliegt der Kontrolle des Parlamentarischen Kontrollausschusses der Hamburgischen Bürgerschaft. Über die Zulässigkeit und Notwendigkeit von Maßnahmen zur Beschränkung des Brief-, Post- und Fernmeldegeheimnisses entscheidet die G 10-Kommission der Bürgerschaft. Der Hamburgische Beauftragte für Datenschutz und Informationsfreiheit hat ebenfalls umfängliche Kontrollbefugnisse. Die Tätigkeit des Landesamtes unterliegt der gerichtlichen Kontrolle.

## Geschichte
Das heutige Landesamt für Verfassungsschutz wurde am 1. September 1950 auf Initiative des Ersten Bürgermeisters Max Brauer (SPD) gegründet. Es verfügte zu Beginn über 18 bzw. 19 Mitarbeiter und wurde zunächst von Oberregierungsrat Paul Pfeiffer geleitet. Bis zur Gründung der Hamburger Innenbehörde durch den damaligen Polizeisenator Helmut Schmidt (SPD) 1962 war es direkt dem Ersten Bürgermeister unterstellt. Ein eigenes Verfassungsschutzgesetz besteht seit 1978.
Zum 75. Jubiläum der Gründung der Behörde veranstaltete die Hansestadt im August und September 2025 die Kampagne „75 zum 75-sten“. In Rahmen dieser nahmen 75 Persönlichkeiten aus der Hamburger Stadtgesellschaft wie der Musiker Rolf Zuckowski, die Travestiekünstlerin Olivia Jones oder der Gründer des Miniaturwunderlandes Gerrit Braun zu der Frage Stellung, warum Demokratie für sie schützenswert ist. Im Stadtgebiet wurden gleichzeitig Plakate mit den Statements gezeigt. Begleitend gab es im Hamburger Rathaus eine Ausstellung unter dem Titel „75 Jahre Verfassungsschutz in Hamburg“. Abgeschlossen wurde die Kampagne mit einem Senatsempfang.

## Mitarbeiter und Haushalt
Die Mitarbeiterzahl des Hamburger Verfassungsschutzes ist seit dem Jahr 2015 deutlich angestiegen. Verfügte die Behörde im Jahr 2015 noch über 153 Stellen, so war deren Zahl Ende 2023 bereits auf 207 angewachsen. Das Gesamtbudgetbudget lag 2024 bei 21,8 Millionen Euro. Hiervon entfiel der Großteil mit 17,5 Millionen Euro auf Personalkosten. Amtsleiter ist seit dem 1. August 2014 Torsten Voß.

## Organisation
Das Landesamt gliedert sich in vier Abteilungen mit jeweils bis zu fünf untergeordneten Referaten. Zudem existieren drei Stabsstellen für Öffentlichkeitsarbeit, Führungsunterstützung und NADIS-Koordination.
- Amtsleiter: Torsten Voß
- Stellvertretende Amtsleiterin: Anja Domres
- Referat V01: Presse, Öffentlichkeits- und Gremienarbeit
- V02: Führungsunterstützung
- V03: NADIS-Koordination
  - Abteilung V1: Zentrale Aufgaben
    - Referat V11: Verwaltung
    - Referat V12: Informationstechnik und G10-Maßnahmen
    - Referat V13: Operative Technik

  - Abteilung V2: Auswertung
    - Referat V201: Grundsatz, Mitwirkungsaufgaben
    - Referat V21: Islamismus
    - Referat V22: Rechtsextremismus, Verschwörungsideologischer Extremismus, Scientology
    - Referat V23: Linksextremismus, Extremismus mit Auslandsbezug

  - Abteilung V3: Spionageabwehr, Geheimschutz, Recht
    - Referat V31: Geheimschutz
    - Referat V32: Spionageabwehr, Prävention

  - Abteilung V4: Nachrichtendienstliche Informationsbeschaffung
    - Referat V41: Observation, konspirative Ermittlungen
    - Referat V42: Forschung, Werbung und Befragung
    - Referat V43: VP-Führung

## Leitung
| Zeitraum  | Name                     |
| --------- | ------------------------ |
| 1969–1981 | Hans Josef Horchem (SPD) |
| 1981–1991 | Christian Lochte (CDU)   |
| 1991–1996 | Ernst Uhrlau (SPD)       |
| 1996–2002 | Reinhard Wagner (CDU)    |
| 2002–2010 | Heino Vahldieck (CDU)    |
| 2011–2014 | Manfred Murck            |
| seit 2014 | Torsten Voß (CDU)        |